# InFocus
InFocus – amerykańskie przedsiębiorstwo, która zajmuje się produkcją i dystrybucją projektorów dla firm, szkół i użytkowników indywidualnych. Jego siedziba znajduje się w Wilsonville. Zostało założone w 1986 roku.

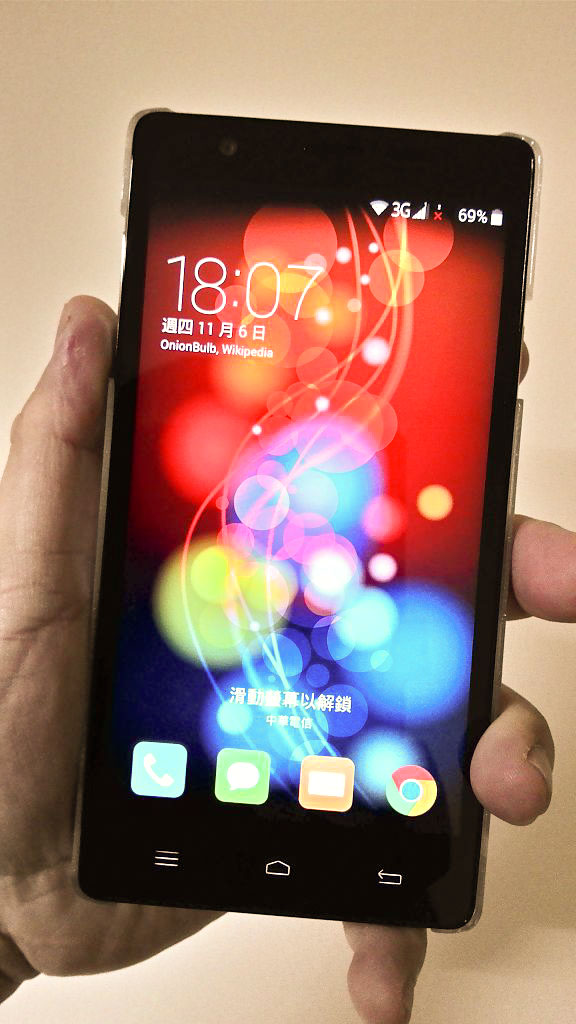
InFocus Smartfon M330